# بفاندفا
بفاندفا (به لاتین: Befandefa) یک منطقهٔ مسکونی در ماداگاسکار است که در مورومبه واقع شده‌است. بفاندفا ۱۱٬۸۱۲ نفر جمعیت دارد و ۷ متر بالاتر از سطح دریا واقع شده‌است.